# 環ニコ
環 ニコ（たまき にこ、1999年7月14日 - ）は、日本のAV女優。
身長:166cm。スリーサイズ:B80cm W56cm H84cm。
別名義は「運メイ」「結城結乃」「西村莉娜」「西村铃奈」「莉莉」

## 略歴・人物
山口県出身。2020年1月にSOD専属女優としてAVデビュー。
趣味はショッピング、ボディメンテナンス。好きな食べ物はお肉。家族構成は父、母、姉。
2022年8月、運メイに改名して本中専属女優として再デビュー。

## 出演作品

### 国内メーカー

#### 環ニコ 名義
- 「過去は変えられないっていうけど、私は人生、変えてやる。」むっつりスケベな元ひきこもり＋超人見知りが自分を変えたくてAV Debut　※デビュー作（2020/01/09、SODクリエイト）
- 寝ている隙にコッソリと… 環ニコ(20) （2020/02/03、SODクリエイト）
- 元ひきこもりを徹底的にドM調教し続けたら初絶頂した（2020/02/06、SODクリエイト）
- 人見知り克服?!奥手なモジモジっ子を男性宅に派遣してご奉仕させてみたらニコニコ笑顔になった（2020/03/12、SODクリエイト）
- 人生変えちゃうほどの大量中出し乱交（2020/04/09、SODクリエイト）
- 大人し系清楚ビッチゲンセキ（2020/07/24、クリスタル映像）
- クラスで一番地味な文学女子とエアコンの無い夏休みの密室で汗まみれで中出ししまくった（2020/09/25、本中 (アダルトビデオ)）
- 円女交際 中出しoK18歳 クールドM美少女中出し娘（2020/10/07、パコパコ団とゆかいな仲間たち/妄想族）
- 酔った勢いでエッチしたい（2020/11/13、S-Cute）

#### 運メイ 名義
- 新人 専属 元ティーンモデルのあの娘が20歳になって運命の中出しDebut！！ 運メイ（2022/08/23、本中）
- 絶倫チ●ポでイキまくりながら発情キス中出し 運メイ（2022/09/27、本中）
- 甘サド美少女がM男くん責めるの夢中になりすぎて知らぬ間に抜かずの中出し暴発でとろけるおねだり甘サド膣くちゃどろり性交 運メイ（2022/10/25、本中）
- 競泳水着輪● 水泳部顧問になった新任女教師の狙われたハイレグ股間 集団中出しレ×プされ続けた放課後 運メイ（2022/04/18、本中）

### 中国メーカー
- 足球宝贝EP1 节目篇 黄牌警告 指尖高潮（西村莉娜 名義 麻豆伝媒）
- 足球宝贝EP1 AV篇 浴室勾引 乱入3P（西村莉娜 名義 麻豆伝媒）
- 足球宝贝EP2 节目篇 射门性爱PK战（西村莉娜 名義 麻豆伝媒）
- 足球宝贝EP2 AV篇 下腹高潮的女女交欢（西村莉娜 名義 麻豆伝媒）
- 足球宝贝EP3 节目篇 阴道刺激的射门战（西村莉娜 名義 麻豆伝媒）
- 足球宝贝EP3 AV篇 足球尤物诱惑性爱（西村莉娜 名義 麻豆伝媒）
- 爸气十足之萝莉学生妹 TZ-057（西村铃奈 名義 麻豆伝媒）
- 双子兄弟EP1 女子高中生3P初体验 CUS-072（莉莉 名義 麻豆伝媒）

## 外部サイト
※以下は、 18禁サイト
- 環ニコ SODクリエイト公式サイト
- 運メイ | 全作品 - 本物中出しのAVメーカー【本中】公式サイト